# Carles Frederic de Leiningen-Dagsburg-Hartenburg
Carles Frederic de Leiningen (en alemany Carl Friedrich Wilhelm zu Leiningen) va néixer a Durkheim el 14 d'agost de 1724 i va morir a Amorbach el 9 de gener de 1807. Era el fill gran del comte Frederic Magnus de Leiningen-Dagsburg-Hartenburg (1703-1756) i de la comtessa Anna Cristina de Wurmbrand-Stuppach (1698-1763). El 1756 en morir el seu pare el va succeir al capdavant del comtat de Leiningen, fins que el 3 de juliol de 1779 va aconseguir el títol de príncep del Sacre Imperi Romanogermànic.

## Matrimoni i fills
El 24 de juny de 1749 es va casar amb Cristiana Guillemina de Solms-Rödelheim Assenheim (1736-1803), filla del comte Guillem Carles de Solms-Assenheim Rödelheim
(1699-1778) i de la comtessa Maria Margarida de Wurmbrand-Stuppach (1701-1756). El matrimoni va tenir quatre fills: 
- Elisabet (1753-1792), casada amb el comte Carles Lluís de Salm.
- Carlota Lluïsa (1755-1785), casada amb el comte Francesc d'Erbach-Erbach.
- Carolina Sofia (1757-1832), casada amb el comte Frederic Magnus de Solms-Wildenfels.
- Emili Carles (1763-1814), casat primer amb Enriqueta de Reuss-Ebersdorf (1767-1801) i després amb Victòria de Saxònia-Coburg Saafeld (1786-1861), i que va secceir el seu pare com a segon Príncep de Leiningen.